# Briefe des Junius
Die Briefe des Junius (Letters of Junius) sind eine Reihe von Briefen, die unter dem Pseudonym „Junius“ zuerst in der Zeitschrift Public Advertiser in London vom 21. Januar 1769 bis zum 12. Mai 1772 erschienen.

## Inhalt
Auf gleiche Weise wurden darin König, Minister, Parlament, Gerichtshöfe und Staatsbeamte, die Umtriebe der Whigs und Torys und ihre Kämpfe untereinander, mit schonungsloser Satire, aber dabei mit Geist, gründlicher Sachkenntnis und Beredsamkeit angeprangert.
Ihre Hauptangriffe waren gegen Augustus FitzRoy, 3. Herzog von Grafton, Lord Frederick North und andere Minister sowie gegen die damaligen Oppositionshäupter John Wilkes, John Horne Tooke u. a. gerichtet; nur wenige, wie Charles James Fox, Henry Vassall-Fox, 3. Baron Holland oder William Pitt, 1. Earl of Chatham blieben verschont.
Sie atmeten trotz ihres republikanischen Zynismus ganz den monarchistischen Geist der britischen Verfassung und machten sich nicht selten der Parteilichkeit wie des Mangels an Freisinnigkeit schuldig. Die Schreibart, bei welcher tiefe, aus getäuschten Hoffnungen entstandene Bitterkeit die Feder geführt zu haben scheint, ist gedrängt, oft epigrammatisch, aber immer klar, sicher und präzis im Ausdruck und reiht den Verfasser unter die ersten Prosaisten Englands.
Die Briefe wurden bald nach ihrem Abdruck im Public Advertiser von dessen Verleger Henry S. Woodfall auch in Buchform publiziert (London 1772), wofür der Verfasser kein anderes Honorar forderte als ein schön gebundenes und zwei andere Exemplare seines Werkes.
Ein Prozess, den die Regierung 1770 der Briefe wegen gegen Woodfall anhängig machte, wurde niedergeschlagen und gab zu der Bestimmung Veranlassung, dass ein Urteil in Kriminalprozessen gegen ein Libell (Schmähschrift) einer Jury und nicht den Gerichten zustehe.

## Ausgaben
Die wichtigsten Ausgaben der Briefe erschienen 1783 und 1812/14 in London, dann die Ausgabe von Wade (London 1849, 2 Bde.; neue Aufl.: Band 1, 1873, Band 2, 1869). Eine französische Übersetzung erschien zu Paris 1791, eine deutsche von Arnold Ruge (3. Aufl., Leipzig 1867).

## Mutmaßliche Autorschaft
Über den Verfasser der Briefe erschöpfte man sich bald nach deren Erscheinen in Mutmaßungen aller Art; mehr als 30 verschiedene Personen hatte man im Verdacht, Junius zu sein, darunter Charles Lee, Edmund Burke, den Dichter Richard Glover, den Herzog von Portland, den Genfer Jean Louis Delolme, den Lord Temple u. a. Auch in neuester Zeit hat der Streit über die Autorschaft der Briefe noch fortgedauert.
George Coventry (A critical enquiry regarding the real author of the Letters of Junius, proving them to have been written by Lord Viscount Sackville, London 1825) suchte den aus dem Siebenjährigen Krieg bekannten Lord Sackville als den Verfasser der Briefe hinzustellen, und diese Annahme suchte später John Jaques in seiner History of Junius and his works (das. 1843) durch neue Gründe zu stützen.
Sir David Brewster glaubte den Verfasser in einem gewissen Laughlin Maclean, der 1773 Generalkriegskommissar war und 1777 bei der Rückkehr aus Westindien verunglückte, zu erkennen; doch fand diese Meinung wenig Anklang.
William Cramp (Junius and his works, London 1851) erklärte den bekannten Lord Chesterfield, die Quarterly Review 1852 den berüchtigten Wüstling Lord Thomas Lyttleton (gest. 1779 durch Selbstmord) für den Verfasser der Juniusbriefe.
Weiter sprachen sich John Britton (The authorship of the letters of Junius elucidated, London 1848) für den Obersten Isaac Barré und Jeelinger C. Symons (William Burke, the author of Junius, 1859) für den Bruder des bekannten Edmund Burke aus.
Mehr Wahrscheinlichkeit als alle diese hatte von vornherein die zuerst 1816 von John Taylor (The identity of Junius with a distinguished living character established, London. 1816) ausgestellte Ansicht, dass Sir Philip Francis Junius sei; derselben schlossen sich 1841 Macaulay, 1850 Sir F. Dwaris an, sie wurde durch die von dem Schreibverständigen Charles Chabot vorgenommene Untersuchung der hinterlassenen Briefe von Francis sowie der Korrespondenz zwischen Junius und Woodsall und der im Britischen Museum erhaltenen Korrekturbogen der Juniusbriefe in dem Prachtwerk The handwriting of Junius professionally investigated (das. 1873, mit einem Vorwort von Edward Twisleton) unwiderleglich begründet. Vgl. auch Friedrich Brockhaus (1838–1895), Die Briefe des Junius (Leipzig 1876).